# The Thursday Murder Club
Pour plus de détails, voir Fiche technique et Distribution.
The Thursday Murder Club est un film britannique réalisé par Chris Columbus et dont la sortie est prévue en 2025. Il s'agit d'une adaptation de la série de romans du même nom de Richard Osman. Le film sera diffusé en exclusivité sur Netflix.

## Synopsis
Dans une maison de retraite, un groupe d'amis se réunissent pour résoudre des meurtres pour le plaisir, au sein d'un Murder Club. Parmi eux, se trouvent l'ancienne espionne Elizabeth Best, l'ancienne infirmière Joyce Meadowcroft, un ancien responsable syndical Ron Ritchie et un ex-psychiatre, Ibrahim Arif. Leur passion va prendre un tournant dramatique quand ils se retrouvent mêlés à une véritable affaire.

## Fiche technique
Sauf indication contraire, les informations mentionnées dans cette section peuvent être confirmées par la base de données cinématographiques IMDb,  présente dans la section « Liens externes ».
- Titre original : The Thursday Murder Club
- Réalisation : Chris Columbus
- Scénario : Katy Brand et Chris Columbus, d'après l’œuvre de Richard Osman
- Musique : Thomas Newman
- Décors : James Merifield
- Costumes : N/A
- Photographie : N/A
- Montage : Dan Zimmerman
- Production : Chris Columbus et Jennifer Todd
  - Producteurs délégués : Holly Bario, Jeb Brody, Jo Burn, Eleanor Columbus et Richard Osman
- Sociétés de production : Amblin Entertainment
- Société de distribution : Netflix
- Budget : N/A
- Pays de production :  Royaume-Uni
- Langue originale : anglais
- Format : couleur - son : Dolby Digital
- Genre : comédie policière
- Dates de sortie[1] : 28 août 2025 (sur Netflix) Date sujette à modification

## Distribution
- Helen Mirren : Elizabeth Best
- Pierce Brosnan : Ron Ritchie
- Ben Kingsley : Ibrahim Arif
- Celia Imrie : Joyce Meadowcroft
- David Tennant
- Jonathan Pryce : Stephen Best
- Naomi Ackie : l'officier Donna De Freitas
- Daniel Mays
- Henry Lloyd-Hughes
- Richard E. Grant
- Tom Ellis
- Geoff Bell
- Paul Freeman
- Sarah Niles : Patrice De Freitas
- Ingrid Oliver : Joanna

## Production

### Genèse et développement
En mars 2022, il est annoncé qu'Ol Parker va écrire et réaliser une adaptation du roman The Thursday Murder Club de Richard Osman, publié en 2020, premier tome d'une série de livres. Le projet est développé par Amblin Entertainment, qui en avait acquis les droits dès 2020. Jennifer Todd (en) participe à la production, tout comme l'auteur Richard Osman,. En mars 2023, l'écrivain confirme que le tournage débutera en septembre 2023 avec Steven Spielberg comme producteur. En novembre 2023, il est annoncé que les prises de vues débuteront en mars 2024. Cependant, en février 2024, Richard Osman espère qu'elles débuteront en août 2024, après avoir été repoussé en raison de la grève de la Writers Guild of America puis celle de la SAG-AFTRA. En avril 2024, Chris Columbus remplace finalement Ol Parker comme scénariste, coproducteur et réalisateur. Peu après, il est révélé que le film a été acquis par Netflix.
Katy Brand annonce en juin 2024 avoir écrit le scénario final

### Attribution des rôles
En mai 2024, Celia Imrie est annoncée dans le rôle de Joyce, aux côtés de Helen Mirren, Pierce Brosnan et Ben Kingsley. En juin 2024, David Tennant, Jonathan Pryce, Naomi Ackie, Daniel Mays ou encore Henry Lloyd-Hughes rejoignent également le film. En juillet 2024, Richard E. Grant, Ingrid Oliver et Tom Ellis sont également annoncés.

### Tournage
Le tournage débute le 27 juin 2024 dans les studios de Shepperton dans le Surrey,. Les prises se vues se déroule également à Beaconsfield dans le Buckinghamshire en juillet 2024, ainsi qu'à Albury dans le Hertfordshire
Le 11 septembre 2024, Richard Osman annonce dans l'émission radiophonique The Chris Moyles Show (en) que les prises de vues viennent tout juste de s'achever.